# 無名客三部曲
，又稱作《美元三部曲》、《無名客三部曲》，是意大利制作的西部片，後被歸為義大利式西部片電影，導演為塞吉歐·李昂尼（Sergio Leone），主角皆是由克林·伊斯威特所主演。但故事各自獨立，稱為三部曲源於美高梅在1967年電影在美國上影時的宣傳。三部曲中的最後一部是公認最好的一部，也是塞吉歐·李昂尼與克林·伊斯威特合作的最後一部。

## 電影
- 1964年：《荒野大鏢客》（A Fistful of Dollars）
- 1965年：《黃昏雙鏢客》（For a Few Dollars More）
- 1966年：《黄金三镖客》（The Good, the Bad and the Ugly）